# ペンブロークシャー海岸国立公園

ペンブロークシャー海岸国立公園 (イギリス・ウェールズ）の位置

ペンブロークシャー海岸国立公園（ペンブロークシャーかいがんこくりつこうえん、英語: Pembrokeshire Coast National Park、ウェールズ語：Parc Cenedlaethol Arfordir Penfro）は、イギリス・ウェールズ西部のペンブロークシャー海岸沿いにある国立公園である。
1952年に、面積629平方キロメートルのイギリスの国立公園として設立された。ウェールズにある3つの国立公園の1つで、他はブレコンビーコンズ国立公園（The Brecon Beacons National Park）とスノードニア国立公園（Snowdonia Snowdonia National Park）である。イギリスで唯一、自然のままの海の風景だけで構成されている国立公園である。。

## 参照項目
- ウェールズの国立公園 (National parks of Wales)
- イギリスの国立公園